# UFC Fight Night: Lewis vs. dos Santos
UFC Fight Night: Lewis vs. dos Santos (noto anche come UFC on ESPN+ 4 oppure UFC Fight Night 146) è stato un evento di arti marziali miste tenuto dalla Ultimate Fighting Championship il 9 marzo 2019 alla Intrust Bank Arena di Wichita, negli Stati Uniti d'America.

## Risultati
|                          | Divisione            |                           |                 |                  | Metodo                                      | Round           | Tempo           | Premio          |
| Card Principale          | Card Principale      | Card Principale           | Card Principale | Card Principale  | Card Principale                             | Card Principale | Card Principale | Card Principale |
| ------------------------ | -------------------- | ------------------------- | --------------- | ---------------- | ------------------------------------------- | --------------- | --------------- | --------------- |
|                          | Pesi massimi         | Junior dos Santos         | batte           | Derrick Lewis    | KO tecnico (pugni)                          | 2               | 1:58            | FOTN            |
|                          | Pesi welter          | Elizeu Zaleski dos Santos | batte           | Curtis Millender | Sottomissione (rear-naked choke)            | 1               | 2:35            |                 |
|                          | Pesi welter          | Niko Price                | batte           | Tim Means        | KO (pugni)                                  | 1               | 4:50            | POTN            |
|                          | Pesi massimi         | Blagoj Ivanov             | batte           | Ben Rothwell     | Decisione unanime (29-28, 29-28, 29-28)     | 3               | 5:00            |                 |
|                          | Pesi leggeri         | Beneil Dariush            | batte           | Drew Dober       | Sottomissione (armbar)                      | 2               | 4:41            | POTN            |
|                          | Pesi medi            | Omari Achmedov            | batte           | Tim Boetsch      | Decisione unanime (30-27, 30-27, 30-27)     | 3               | 5:00            |                 |
| Card Preliminare (ESPN+) |                      |                           |                 |                  |                                             |                 |                 |                 |
|                          | Pesi welter          | Anthony Rocco Martin      | batte           | Sérgio Moraes    | Decisione unanime (30-27, 30-27, 30-27)     | 3               | 5:00            |                 |
|                          | Pesi gallo femminili | Jana Kunitskaja           | batte           | Marion Reneau    | Decisione unanime (29-28, 29-28, 29-28)     | 3               | 5:00            |                 |
|                          | Pesi piuma           | Grant Dawson              | batte           | Julian Erosa     | Decisione unanime (30-26, 30-27, 29-27)     | 3               | 5:00            |                 |
|                          | Pesi massimi         | Maurice Greene            | batte           | Jeff Hughes      | Decisione non unanime (29-28, 28-29, 29-28) | 3               | 5:00            |                 |
|                          | Pesi gallo           | Matt Schnell              | batte           | Louis Smolka     | Sottomissione (triangolo)                   | 1               | 3:18            |                 |
|                          | Pesi welter          | Alex Morono               | batte           | Zak Ottow        | Sottomissione verbale (gomitate)            | 1               | 3:34            |                 |
|                          | Pesi leggeri         | Alex White                | batte           | Dan Moret        | Decisione unanime (29-28, 29-28, 29-28)     | 3               | 5:00            |                 |

## Premi
I lottatori premiati ricevettero un bonus di 50.000 dollari.
Legenda:
- FOTN: Fight of the Night (vengono premiati entrambi gli atleti per il miglior incontro dell'evento)
- POTN: Performance of the Night (viene premiato il vincitore per la migliore performance dell'evento)